# Vera Molnar
Vera Molnar, nata Vera Kment (Francoforte sul Meno, 5 ottobre 1923 – Roma, 16 marzo 1986), è stata un'attrice tedesca di origini ungheresi.

## Biografia
Ha studiato recitazione presso il Max Reinhardt Seminar a Vienna, lavorando successivamente in una fabbrica di armamenti. Finita la guerra, il regista ungherese Géza von Cziffra l'ha scoperta, facendola diventare una star del cinema del dopoguerra della Germania occidentale. Nel cinema internazionale non ha avuto successo, interpretando in Italia ed America ruoli minori. Alla fine degli anni Cinquanta si stabilisce a Roma, dove lavora come pittrice. È stata sposata con il maestro di sci austriaco Sigi Moser dal 1946 al 1950.

## Filmografia

### Cinema
- Höllische Liebe, regia di Géza von Cziffra (1949)
- Gefährliche Gäste, regia di Géza von Cziffra (1949)
- Gabriella (Gabriela), regia di Géza von Cziffra (1950)
- Der Mann, der sich selber sucht, regia di Géza von Cziffra (1950)
- La terza da destra (Die Dritte von rechts), regia di Géza von Cziffra (1950)
- Passaporto per l'oriente (A Tale of Five Cities), regia collettiva (1951)
- Mein Freund, der Dieb, regia di Helmut Weiss (1951)
- Der bunte Traum, regia di Géza von Cziffra (1952)
- Melodie immortali, regia di Giacomo Gentilomo (1952)
- Der Vetter aus Dingsda, regia di Karl Anton (1953)
- Dov'è la libertà...?, regia di Roberto Rossellini (1954)
- Ulisse, regia di Mario Camerini (1954)
- Condannata a morte (Das Bekenntnis der Ina Kahr), regia di Georg Wilhelm Pabst (1954)
- Un palco all'opera, regia di Siro Marcellini (1955)
- Zwei Herzen im Mai, regia di Géza von Bolváry (1958)
- Rosszemberek, regia di György Szomjas (1979)
- Kopaszkutya, regia di György Szomjas (1981)
- Könnyü testi sértés, regia di György Szomjas (1983)
- Falfúró, regia di György Szomjas (1986)
- Könnyü vér, regia di György Szomjas (1990)

### Televisione
- Captain Gallant of the Foreign Legion – serie TV, episodi 2x12 (1956)
- Finden Sie, dass Constanze sich richtig verhält?, regia di Rolf Kutschera - film TV (1960)